# 茨城県道330号水海道停車場線

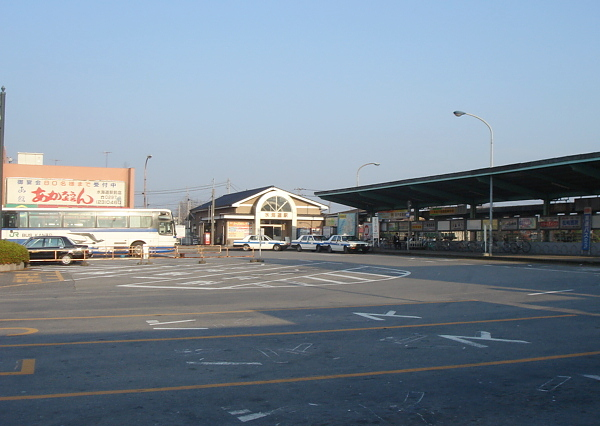
起点の水海道駅

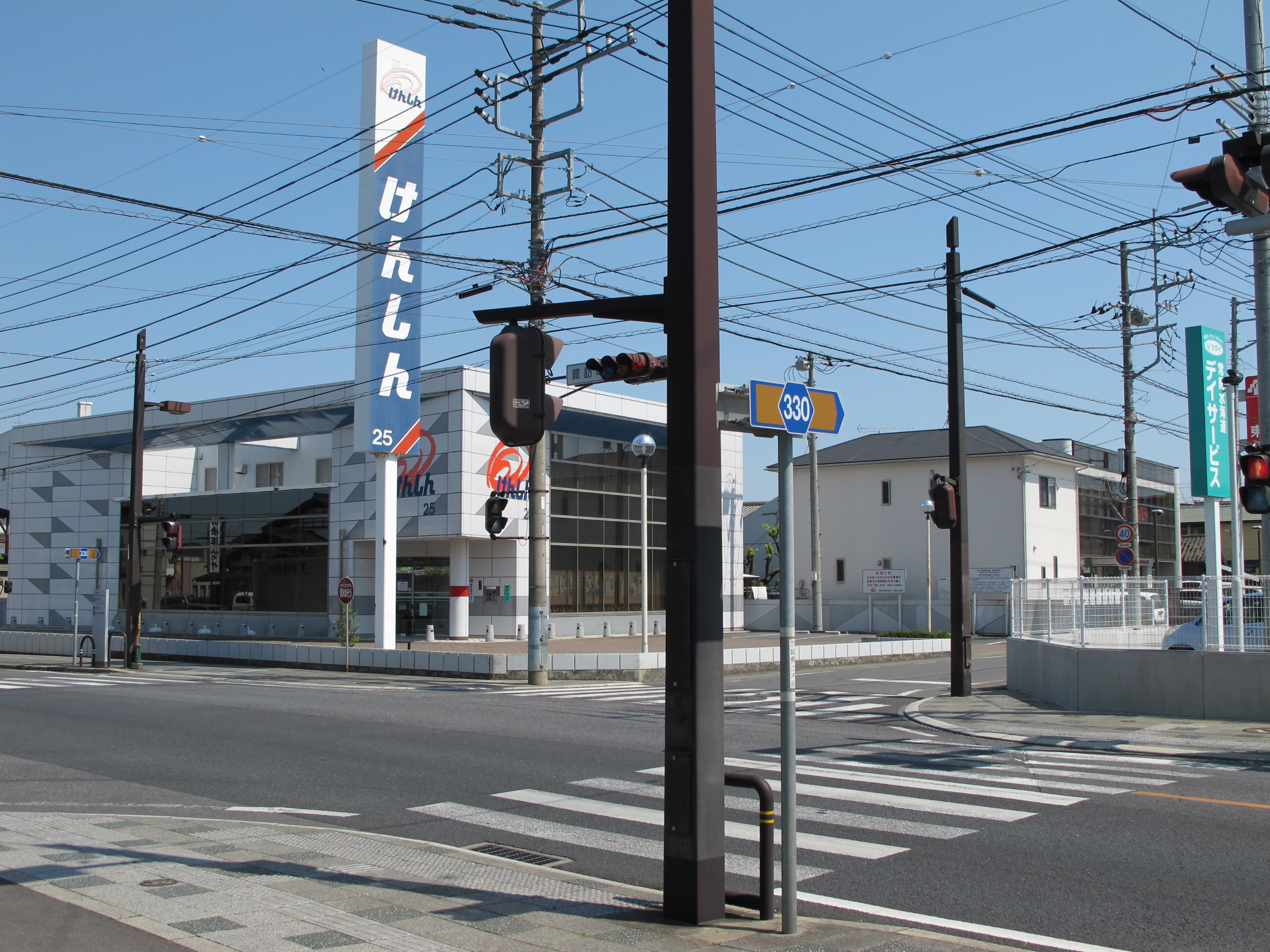
茨城県道330号水海道停車場線
終点の諏訪町交差点（2014年4月）

茨城県道330号水海道停車場線（いばらきけんどう330ごう みつかいどうていしゃじょうせん）は、茨城県常総市にある関東鉄道常総線水海道駅と接続する県道である。

## 路線概要
- 起点：常総市水海道宝町字石堂2725番地の1地先（水海道駅）[1]
- 終点：常総市水海道橋本町（国道354号交点）
- 総延長：751 m[2]
- 重用延長：なし[2]
- 未供用延長：なし[2]
- 実延長：751 m[2]
- 自動車交通不能区間延長[注釈 1]：なし[2]

## 歴史
1959年（昭和34年）10月14日、新たな県道として水海道市宝町の水海道停車場を起点とし、県道土浦野田線交点を終点とする区間を本路線とする県道水海道停車場線として茨城県が県道路線認定した。
1995年（平成7年）に整理番号330となり現在に至る。

### 年表
- 1913年（大正2年）11月1日：水海道駅が開業する。
- 1920年（大正9年）4月1日：現在の路線の前身である水海道停車場線が路線認定される。[3]
- 1959年（昭和34年）10月14日
  - 現在の路線が路線認定される（図面対象番号296）[4]。
  - 道路の区域は、水海道市宝町の水海道停車場から水海道市宝町の主要地方道土浦野田線交点までと決定された[5]。
- 1965年（昭和40年）
  - 9月27日：主要地方道土浦野田線において、水海道市内の豊水橋架け替え、大和橋 - 豊水橋間の街路事業が完成、供用される[6]。
  - 10月21日：旧土浦野田線の一部と水海道市道の一部（延長計375 m）を加えて、水海道市宝町 - 水海道市諏訪町（延長756 m）を道路区域とする[1]。
- 1995年（平成7年）3月30日：整理番号348から現在の番号（整理番号330）に変更される[7]。

## 地理

### 通過する自治体
- 茨城県常総市

### 交差する道路
- 茨城県道357号谷和原筑西線

### 沿線
- 関東鉄道常総線 水海道駅